# Hydrophylax (planta)
Hydrophylax, del griego Hydro (agua) y Phylax (guardián, que custodia -quizá por encontrarse en la costa-), es un género de fanerógamas perteneciente a la familia de las rubiáceas. Es un género monotípico. Habita en las dunas costeras del sur de India, Sri Lanka, Islas Andamán y la Península de Malaca (Phangnga, Phuket y Satun).

## Especies
La única especie de este género es Hydrophylax maritima L.f., 1782 sin. Sarissus anceps Gaertn., 1788 y sin. Diodia orientalis J.König ex Roxb., 1820.
Otras tres especies fueron descritas dentro de este género: Hydrophylax carnosa (Hochst.) Sond., 1865  y Hydrophylax madagascariensis Willd. ex Roem. & Schult., 1818, ambas se adscriben actualmente al género Phylohydrax Puff, 1986 (anagrama de Hydrophylax). La tercera es Hydrophylax pusilla Pohl ex DC, 1830 que es sinónimo de Galianthe verbenoides (Cham. & Schltdl.) Griseb., 1879.

## Descripción
Son hierbas rastreras subsuculentas perennes con largas ramas, de hasta varios metros de longitud, cilíndricas y glabras que rotan en los nudos, portando cortas y erectas ramillas de no más de 10 cm con hojas y flores. Las hojas son decusadas, imbricadas y suculentas. Flores hermafroditas, tetrámeras, normalmente solitarias en la axila de las hojas y subsésil; de corola blanca. Frutos de 4 a 5 mm, coronados por los lóbulos persistentes del cáliz, indehiscentes, acorchados, con bandas laterales y comprimido lateralmente; cada uno de los lóculos tiene una semilla marrón alargada y cilíndrica.

## Ecología
Confinadas a playas arenosas, habitualmente están cubiertas de arena y crecen en grandes colonias a nivel del mar. En adaptación a su hábitat litoral y para la dispersión de los frutos por las corrientes marinas, han desarrollado frutos con paredes gruesas y acorchadas que tardan tiempo en abrirse. Otros géneros próximos, como los de la Tribu a la que pertenece, poseen frutos capsulares. Es una especie rara y solo conocida en algunas localidades.